# Ali Sawadkuhi
Ali Sawadkuhi (pers. علی سوادکوهی; ur. 1998) – irański zapaśnik walczący w stylu wolnym. Złoty medalista mistrzostw Azji w 2022; srebrny w 2021 i brązowy w 2020. Triumfator igrzysk solidarności islamskiej w 2021. Drugi w Pucharze Świata w 2022. 
Trzeci na MŚ U-23 w 2021. Mistrz Azji U-23 w 2019. Trzeci na mistrzostwach Azji juniorów w 2017 roku.